# Firemen's Insurance Building
El Firemen's Insurance Company Building es un rascacielos histórico situado en Market Street en Newark (Nueva Jersey), en la Costa Este de los Estados Unidos. Con 67 metros de altura, fue el edificio más alto de Nueva Jersey cuando se construyó en 1910.

## Historia y diseño

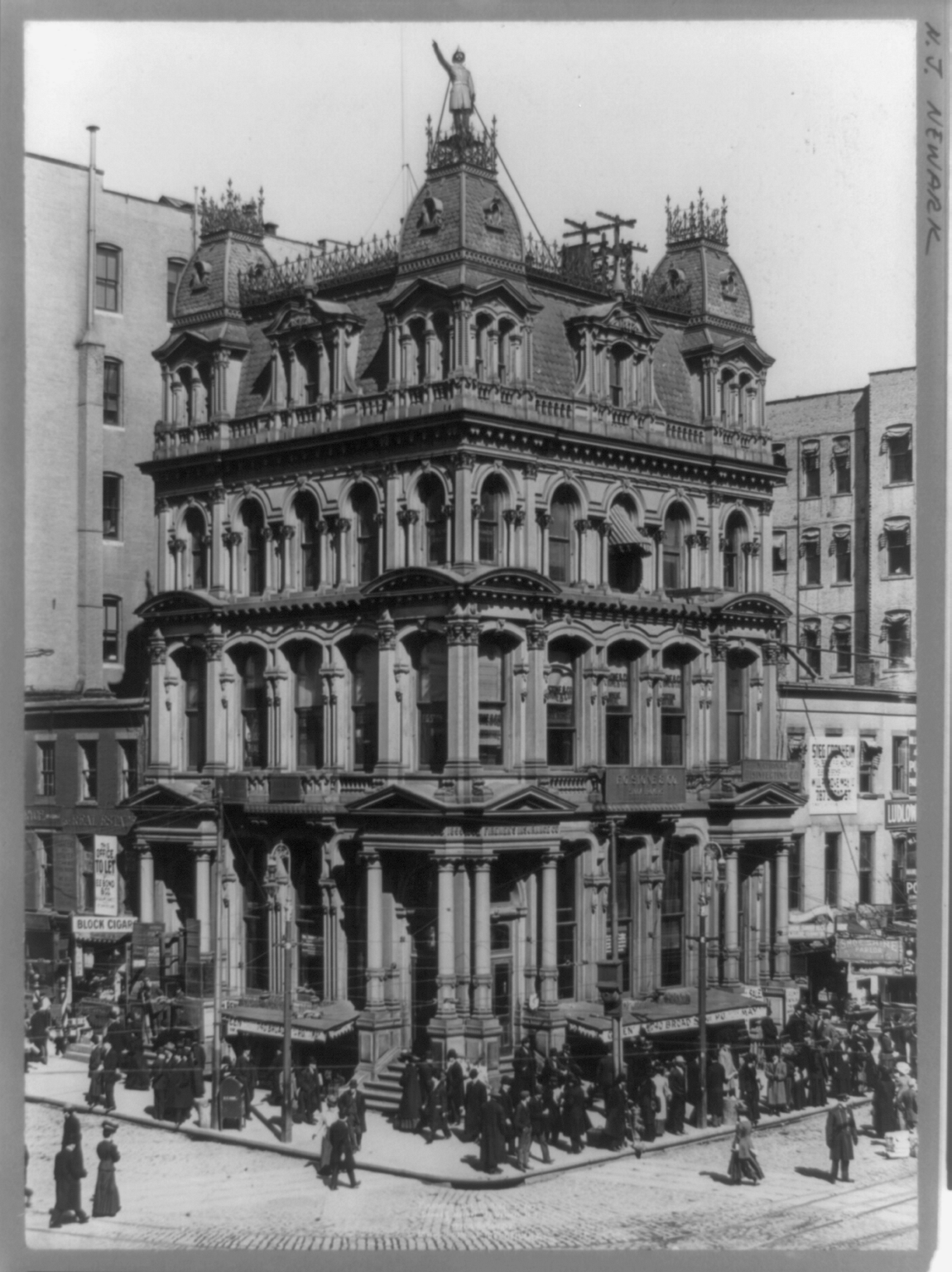
Edificio de 1870.

En 1877 se construyó un elaborado edificio victoriano de la Compañía de Seguros de Bomberos en las calles Broad y Market. Presentaba una estatua metálica de un bombero elaborada por el escultor Paul Wiehle en una de sus torres con mansardas.
El Firemen's Insurance Company Building lo reemplazó en 1910. Junto con el Firemen's Insurance Company Building es una de las dos estructuras existentes en el Downtown de Newark encargadas por Firemen's Insurance Company, una compañía de seguros fundada en 1855, para albergar sus oficinas.
Fue diseñado por The architects were Marvin, Davis & Turton. La estructura tiene 16 pisos y su exterior está revestido de piedra caliza y terracota.